# Prunus polystachya
Prunus polystachya — вид квіткових рослин з родини трояндових (Rosaceae). Ареал охоплює такі країни: Бруней-Даруссалам, Індонезія (Суматра), Малайзія (Півострів Малайзія), Сінгапур.

## Середовище
Відомо, що цей вид росте в низинних лісах.

## Використання
Деревина використовується. Prunus polystachya може виростати до 35 метрів, а стовбур може досягати 60 см у діаметрі.